# Cade McNown
Cade McNown (* 12. Januar 1977 in Portland, Oregon) ist ein ehemaliger US-amerikanischer American-Football-Spieler auf der Position des Quarterbacks.
Er studierte und spielte an der University of California und wurde im Jahr 1999 als zwölfter Spieler der ersten Runde im NFL Draft 1999 von den Chicago Bears ausgewählt. Nachdem McNown von 1999 bis 2000 für die Bears gespielt hatte, wurde er im Jahr 2001 gegen Draftpicks an die Miami Dolphins abgegeben. Zur Saison 2002 wechselte er schließlich zu den San Francisco 49ers, die seinen Einjahresvertrag am Ende der Spielzeit nicht verlängerten. Bei den Dolphins und den 49ers spielte er jedoch nicht als Starting-Quarterback, sondern lediglich als Reservespieler.
| Personendaten    | Personendaten                               |
| ---------------- | ------------------------------------------- |
| NAME             | McNown, Cade                                |
| KURZBESCHREIBUNG | US-amerikanischer American-Football-Spieler |
| GEBURTSDATUM     | 12. Januar 1977                             |
| GEBURTSORT       | Portland, Oregon                            |